# Harold English Pyman
Sir Harold English Pyman, britanski general, * 1908, † 1971.